# Surbiton Hockey Club
Surbiton Hockey Club is een hockeyclub uit de Engelse plaats Surbiton, Surrey.
De club werd opgericht in 1874 en heeft in de loop der jaren verschillende mannelijke Engelse internationals voortgebracht. In 2001 werden de mannen landskampioen na het spelen van play offs. Zo speelde de club in 2002 in het Europacup I-toernooi. Ze behaalden hier de vierde plaats, nadat de bronzen finale verloren ging tegen Club Egara. De enige Europese podiumplek kwam er het jaar erop. In 2002 werd de play off-finale verloren van Reading HC. Zodoende kwamen de mannen in 2003 uit op het Europacup II-toernooi. Hier werd de derde plaats behaald nadat de bronzen finale werd gewonnen van KS Pocztowiec SA.

## Bekende (oud)spelers
- Matt Daly